# 1913 год в театре
1913 год в театре

## Знаменательные события
- Актёрами МХТ Н. О. Массалитиновым, Н. Г. Александровым и Н. А. Подгорным основана частная школа драматического искусства, послужившая основанием 2-й студии МХТ.
- 29 мая — в Париже, в театре Елисейских полей, впервые поставлен балет «Весна священная».
- 8 октября — в Москве открылся Свободный театр К. Марджанишвили.

## Персоналии

### Родились
- 8 января – Пауль Руубель, заслуженный артист Эстонской ССР.
- 15 января — Пётр Владимирович Любешкин, советский актёр театра и кино.
- 17 февраля — Фёдор Иванович Одиноков, советский актёр театра и кино, заслуженный артист РСФСР.
- 31 марта — Татул Дилакян, советский и армянский актёр театра и кино, народный артист Армянской ССР.
- 14 июня 
  - Бухути Александрович Закариадзе, советский актёр театра и кино, народный артист Грузинской ССР.
  - Бено Блахут, чехословацкий оперный певец, народный артист Чехословакии.
- 21 июля — Самуил Иосифович Алёшин, русский драматург, сатирик.
- 21 августа — Виктор Сергеевич Розов, советский драматург и сценарист.
- 13 октября — Фрейделэ Ойшер, американская еврейская театральная актриса.
- 25 октября — Дмитрий Васильевич Франько, народный артист Украинской ССР, заслуженный деятель искусств Дагестанской АССР (ум. 1982).